# Samuel Rothenberg
Friedrich Samuel Rothenberg (* 1. September 1910 in Solingen, Nordrhein-Westfalen; † 15. Oktober 1997 in Korbach, Hessen) war ein deutscher evangelischer Theologe und Komponist.

## Leben
Rothenberg  wuchs in einem singfreudigen Elternhaus auf, das durch die Singbewegung geprägt war (Walther Hensel, Fritz Jöde, Richard Gölz). Er war der Bruder von Theophil Rothenberg.
Als Gemeinde- und „Sing“-Pfarrer der Bekennenden Kirche in Berlin veröffentlichte er 1939 das Liederheft Das Aufgebot. Nach Krieg und Gefangenschaft war er Singwart und Verlagsleiter im CVJM Kassel. Besondere Verbreitung erlangte sein Liederbuch Das junge Lied von 1949.
Von 1951 bis 1962 war er Pfarrer an der Nikolaikirche in Korbach. Er ging vorzeitig in den Ruhestand, setzte aber seine Publikationstätigkeit bis ins hohe Alter fort.

## Melodien in kirchlichen Gesangbüchern
Samuel Rothenberg schuf unter anderem 1939 die Melodien zu Jochen Kleppers Liedern Ja, ich will euch tragen bis ins Alter hin (EG 380) und Du Kind, zu dieser heilgen Zeit (GL 254; im EG mit einer Melodie von Volker Gwinner). Von Rudolf Alexander Schröder vertonte er 1941 Es mag sein, dass alles fällt (RG 697) und 1948 Abend ward, bald kommt die Nacht (Melodie und Satz EG 487).

## Publikationen (Auswahl)
- Das Aufgebot. 1939
- Lob aus der Tiefe. Junge geistliche Dichtung. Deuerlich, Göttingen 1947; 2. Auflage 1949.
- Das junge Lied. 80 neue Lieder der Christenheit. Quell, Stuttgart 1949; 9. Auflage 1962.
- Der Fragekasten. Zwei Bände. 1954 (und weitere Ausgaben).
- Das junge Chorlied. Merseburger, Berlin 1961 (in Zusammenarbeit mit seinem Bruder Theophil); 6. Auflage 1981.
- Singe Christenheit. 1961 (in Zusammenarbeit mit Georg Thurmair)
- Theologische Fremdwörter. 2000 Begriffe, verdeutscht und erklärt. Brockhaus, Wuppertal 1965.
- Der Christ vor den Herausforderungen der modernen Theologie. Calwer, Stuttgart 1966.
- Kinderlob. Ein Liedbuch für Kirche und Schule. Merseburger, Berlin 1969.
- Christenlieder heute. Wittig, Hamburg 1971.
- Biblisches Alltagsleben. Der Mensch der Bibel in Haus, Beruf, Brauchtum und Umwelt. Evang. Versandbuchhandl. Ekelmann, Berlin 1973
- Christsein heute und morgen. Kurztexte und Denkanstösse. Christliche Verlagsanstalt, Konstanz 1981.